# Adam Noworyta
Adam R. Noworyta (ur. 10 lipca 1892 w Dolinie, zm. 27 listopada 1980 w Krakowie) – polski kompozytor, pianista, pedagog, dyrektor fabryki pianin i fortepianów w Brzegu.

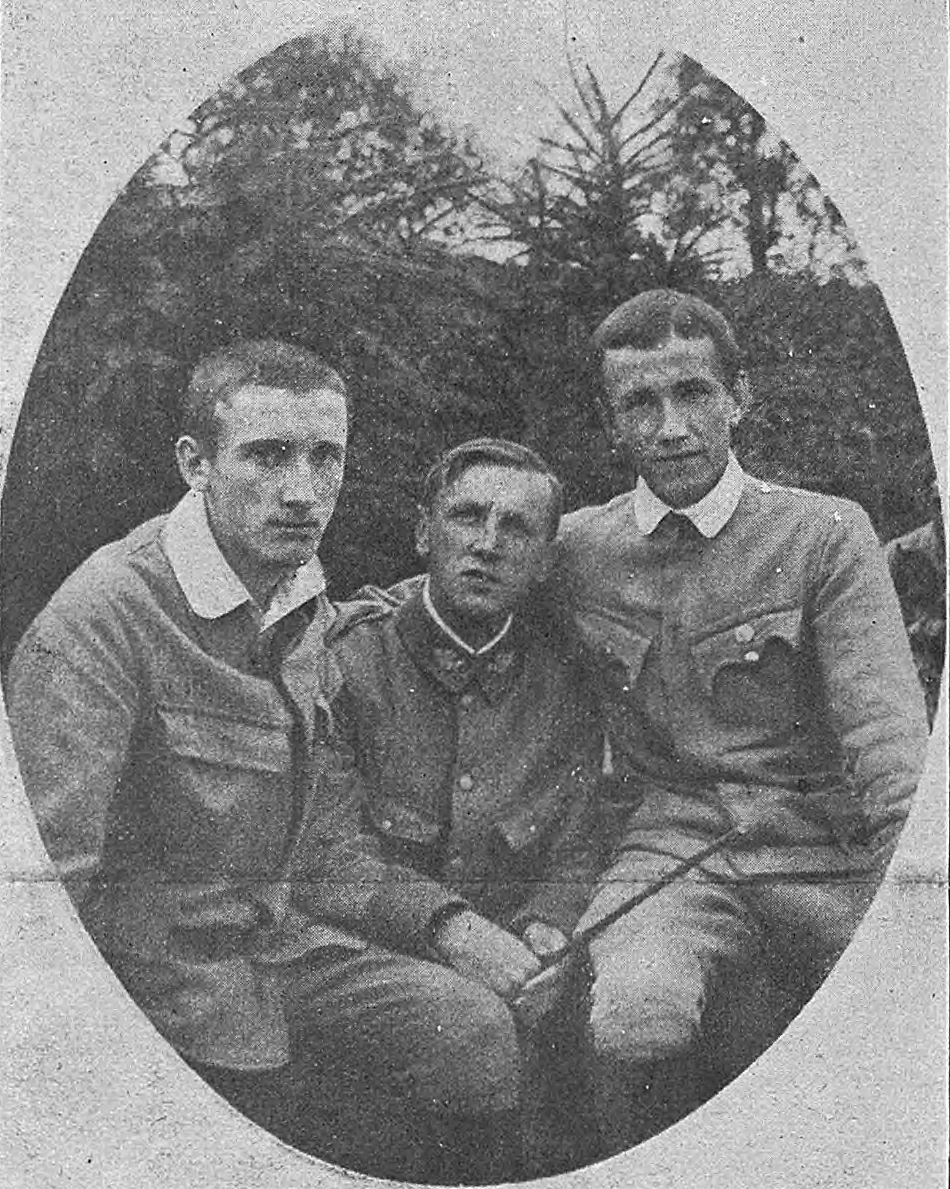
Pianiści – żołnierze Legionów w 1915, od lewej: Tadeusz Sygietyński, Adam R. Noworyta, Michał Opatko

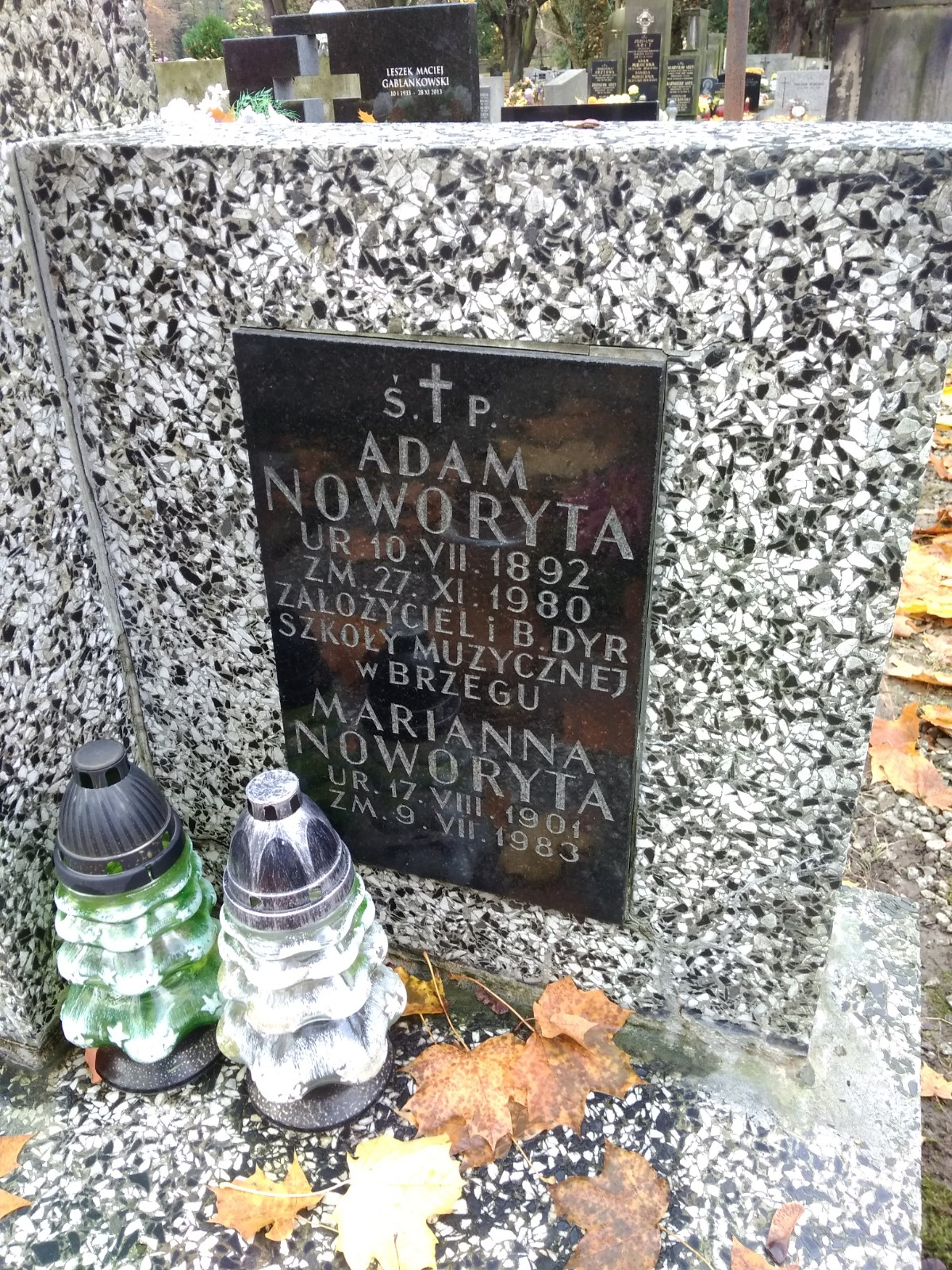
Grób Adama Noworyty

## Życiorys
Syn Józefa Aleksandra Noworyty i Emmy Antoniny z domu Czerny (1853-1935). Brat architektów Jana (1877-ok.1950), Władysława (ur. 1882) i Tadeusza (ur. 1894), inżyniera kolejnictwa Józefa (1878-1935), fotografa i filmowca Stanisława (1880-1963) oraz Zofii Jadwigi Schneider (Sznajder, ur. 1884), Jadwigi (1886-1886), Marii Stenzel (1887-1968) i Romana (1887-1911).
Po śmierci ojca, czteroletni Adam wraz z matką i rodzeństwem przeprowadzili się do Lwowa. W 1904 roku Adam został przyjęty do klasy Ib C.K. II Szkoły Realnej we Lwowie z polskim językiem wykładowym. Po siedmiu latach otrzymał świadectwo dojrzałości i jesienią 1911 został słuchaczem Akademii Handlowej, jednak po roku przeniósł się na Politechnikę Lwowską. Równolegle uczył się gry na fortepianie i podjął studia muzyczne w Lwowskim Konserwatorium.
Po wybuchu I Wojny Światowej zgłosił się do Legionu Wschodniego. We wrześniu 1914 został przeniesiony do Mszany Dolnej, a już w październiku 1914 zostaje ranny, a następnie oddelegowany do oddziału automobilowego II Brygady Legionów Polskich. W 1915 roku trafił jeszcze trzy razy do szpitali (w Rijece, Nowym Targu i Zakopanem), dopiero w październiku został zwolniony ze służby ze względu na zły stan zdrowia.
5 września 1915 wziął ślub z Julią Béze (1895-1943) córką krakowskich kupców, którzy przekazują młodym sklep z pamiątkami w Zakopanem. Adam nadal zajmował się muzyką, komponował koncerty na fortepian i skrzypce, rzeźbił w drewnie i metalu. Zachował się tylko film z 1932 roku pt. Biały ślad w reżyserii Adama Krzeptowskiego, do którego Adam Noworyta skomponował muzykę. W listopadzie 1940 wysiedlona z Zakopanego rodzina Noworytów przeprowadziła się do Nowego Sącza i Szczawnicy. Po śmierci żony, w 1945 wyjechał na ziemie odzyskane.
W swoim dotychczasowym 53-letnim życiu zdobył również umiejętność naprawy i strojenia fortepianów i pianin.
Polska administracja powiatowa w Brzegu 1 lipca 1945 roku powierzyła mu obowiązki dyrektora Fabryki Fortepianów w Brzegu. Już rok później fabryka przyniosła niewielki zysk remontując zniszczone pianina i fortepiany różnych firm, a w dwóch następnych latach, było to już dobrze prosperujące przedsiębiorstwo. Adam Noworyta, wraz z innymi osobami, powołał w Brzegu szkołę muzyczną i Towarzystwo Muzyczne. Zajęcia były prowadzone w budynkach fabrycznych, a jej pierwszym dyrektorem od 1 listopada 1946 roku był właśnie Adam Noworyta. Na Wystawę Ziem Odzyskanych we Wrocławiu, fabryka wystawiła pianino i dwa fortepiany Polonus. Instrumenty te wykonano na początku 1948 r. na zamówienie Zjednoczonych Zakładów Przemysłu Muzycznego w Warszawie. Niestety, po zakończeniu wystawy, podjęto decyzję o zlikwidowaniu fabryki i przekazaniu całego majątku ruchomegoFabryce Pianin i Fortepianów w Legnicy. Fabryka, która wyprodukowała pierwsze powojenne fortepiany przestała istnieć w połowie 1949 roku. Adam Noworyta został zatrudniony na stanowisku dyrektora technicznego w legnickiej fabryce, jednak już 10 lipca 1950 roku zrezygnował i odszedł na własną prośbę do Wrocławia, następnie wrócił do Brzegu, a ostatecznie osiedlił się w Krakowie. Ożenił się z Marianną Sobolewską i niedługo potem przeszedł na emeryturę.
Zmarł 27 listopada 1980 roku i został pochowany na cmentarzu przy Rakowickiej w Krakowie, razem ze swoją żoną Marianną.
Miał trójkę dzieci: Roberta Andrzeja (ur. 1916), Zofię Julię (ur. 1918) i Andrzeja Romana (ur. 1919).

## Odznaczenia
Za walkę w Legionach Polskich Adam Noworyta otrzymał w 1937 roku Medal Niepodległości.